# Herrania camargoana
Herrania camargoana är en malvaväxtart som beskrevs av Richard Evans Schultes. Herrania camargoana ingår i släktet Herrania och familjen malvaväxter. Inga underarter finns listade i Catalogue of Life.